# 8107-es mellékút (Magyarország)
A 8107-es számú mellékút egy rövid, alig két és fél kilométer hosszú, ennek ellenére négy számjegyú országos közút Pest vármegye délkeleti részén; a 8104-es utat kapcsolja össze az M7-es autópályával. Sóskúti és pusztazámori iparterületek számára is könnyebbé teszi az autópályához való kapcsolódást, habár ez utóbbi település területét nem érinti.

## Nyomvonala
A 8104-es út 9+300-as kilométerszelvényénél lévő körforgalomból ágazik ki, Sóskút külterületén, közel a tárnoki határhoz. Délnyugati irányban indul, 600 méter után eléri el a Sóskúti Ipari Park keleti szélét, innentől hosszan azt kíséri. 1,5 kilométer után délnek fordul, 1,7 kilométer megtételét követően átlépi Tárnok határát és egy körforgalma következik: ebbe torkollik be az M7-es autópálya 23-as kilométerénél kialakított pusztazámori csomópont Budapest felőli, 70 895-ös számú lehajtó ága és a letenyei irányú, 70 911-es számú felhajtó ág. Innen dél-délkeleti irányban folytatódik tovább, nem sokkal a 2. kilométere után felüljárón áthalad a sztráda felett, és a csomópont túlsó oldalán ér véget, ahol találkozik a csomópont budapesti irányú felhajtójával (70 896) és a letenyei irányú lehajtó ággal (70 912).
Teljes hossza, az országos közutak térképes nyilvántartását szolgáló kira.gov.hu adatbázisa szerint 2,440 kilométer.